# Thomas Niehr
Thomas Niehr (* 10. Januar 1961 in Dortmund) ist ein deutscher Sprachwissenschaftler und Universitätsprofessor an der RWTH Aachen.

## Leben
Thomas Niehr studierte an der Friedrich-Wilhelms-Universität Bonn Germanistik, Philosophie und Erziehungswissenschaft, wo er 1993 auch mit der Dissertation Schlagwörter im politisch-kulturellen Kontext. Zum öffentlichen Diskurs in der BRD von 1966 bis 1974 promoviert wurde. 2002 habilitierte er sich an der Heinrich-Heine-Universität Düsseldorf (Venia legendi: Germanistische Sprachwissenschaft). 2009 nahm er den Ruf auf die Professur für Germanistische Sprachwissenschaft am Institut für Sprach- und Kommunikationswissenschaft der RWTH Aachen an, wo er zuvor bereits seit 2004 als Professurvertreter und seit 2007 als außerplanmäßiger Professor tätig war.
Im März 2014 übernahm Niehr eine Erasmus-Kurzzeitdozentur an der Università degli Studi di Modena e Reggio Emilia und in den Jahren 2016 und 2018 war er jeweils für eine einmonatige Gastprofessur an der Tongji-Universität Shanghai.
Thomas Niehr ist 1. Vorsitzender der Arbeitsgemeinschaft Sprache in der Politik e.V. und Vorsitzender des Zweigvereins Aachen der Gesellschaft für deutsche Sprache. Zudem ist er im wissenschaftlichen Beirat der Buchreihe Empirische Linguistik (hg. v. Wolfgang Imo und Constanze Spieß, Verlag de Gruyter).

## Forschungsschwerpunkte
Seine Forschungsschwerpunkte liegen in den Bereichen Politolinguistik, Sprachkritik, Argumentations- und Diskursanalyse sowie öffentlicher Sprachgebrauch.

## Veröffentlichungen (Auswahl)
Eine vollständige Liste der wissenschaftlichen Publikationen findet sich auf der Webseite von Thomas Niehr an der RWTH Aachen.

### Monographien
- (zusammen mit Jana Reissen-Kosch): Volkes Stimme? Zur Sprache des Rechtspopulismus. Berlin: Dudenverlag, 2018.
- (zusammen mit Jörg Kilian und Jürgen Schiewe): Sprachkritik. Ansätze und Methoden der kritischen Sprachbetrachtung. 2., überarbeitete und aktualisierte Auflage. Berlin/Boston: de Gruyter, 2016.
- Einführung in die Politolinguistik. Göttingen: Vandenhoeck & Ruprecht, 2014.
- Einführung in die linguistische Diskursanalyse. Darmstadt: Wissenschaftliche Buchgesellschaft, 2014.
- Der Streit um Migration in Deutschland, Österreich und der Schweiz. Eine vergleichende diskursgeschichtliche Untersuchung. Heidelberg: Winter, 2004.
- (zusammen mit Matthias Jung und Karin Böke): Ausländer und Migranten im Spiegel der Presse. Ein diskurshistorisches Wörterbuch zur Einwanderung seit 1945. Wiesbaden: Westdeutscher Verlag, 2000.
- Schlagwörter im politisch-kulturellen Kontext. Zum öffentlichen Diskurs in der BRD von 1966 bis 1974. Wiesbaden: Deutscher Universitäts Verlag, 1993.

### Herausgegebene Sammelbände
- (zusammen mit Jörg Kilian und Jürgen Schiewe): Handbuch Sprachkritik. Stuttgart/Weimar: Metzler, 2020.
- (zusammen mit Jörg Kilian und Martin Wengeler): Handbuch Sprache und Politik (3 Bände). Bremen: Hempen, 2017.
- (zusammen mit Jörg Kilian): Politik als sprachlich gebundenes Wissen. Politische Sprache im lebenslangen Lernen und politischen Handeln. Bremen: Hempen, 2013.
- (zusammen mit Hajo Diekmannshenke): Öffentliche Wörter. Analysen zum öffentlich-medialen Sprachgebrauch. Stuttgart: ibidem, 2013.
- (zusammen mit Dietrich Busse und Martin Wengeler): Brisante Semantik. Neuere Konzepte und Forschungsergebnisse einer kulturwissenschaftlichen Linguistik. Tübingen: Niemeyer, 2005.
- (zusammen mit Karin Böke): Einwanderungsdiskurse. Vergleichende diskurslinguistische Studien. Wiesbaden: Westdeutscher Verlag, 2000.